# Robert Lang (hokeista)
Robert Lang (ur. 19 grudnia 1970 w Cieplicach) – czeski hokeista, reprezentant Czechosłowacji i Czech, czterokrotny olimpijczyk.

## Kariera
- HC Litvínov U18 (1986–1987)
- HC Litvínov (1988–1992)
- Los Angeles Kings (1992–1996)
  -  Phoenix Roadrunners (1992–1994)
  -  HC Litvínov (1994)
- Sparta Praga (1996–1997)
- Boston Bruins (1997)
- Houston Aeros (1997)
- Pittsburgh Penguins (1997–2002)
- Washington Capitals (2002–2004)
- Detroit Red Wings (2004, 2005–2007)
- Chicago Blackhawks (2007–2008)
- Montreal Canadiens (2008–2009)
- Phoenix Coyotes (2009–2010)

Wychowanek HC Litvínov. W jego barwach grał w lidze czechosłowackiej i czeskiej do 1992. W drafcie NHL z 1990 został wybrany przez Los Angeles Kings, po czym w 1992 wyjechał do USA. Tam grał początkowo głównie w lidze IHL (potem także epizodycznie w AHL) i rozpoczął karierę w NHL. Ostatnim klubem był Phoenix. Łącznie występował w ośmiu zespołach NHL, w tym czasie rozegrał 16 sezonów, a w nich 1080 meczów, w których uzyskał 749 punktów za 279 goli i 470 asyst. Karierę zakończył w 2010, wówczas zamieszkał w Kalifornii.
Uczestniczył w turniejach zimowych igrzysk olimpijskich 1992 (Czechosłowacja), 1998, 2002, 2006 (Czechy), mistrzostw świata w 1992 (Czechosłowacja), 1996, 1997 (Czechy) oraz Pucharu Świata 1996.

## Sukcesy

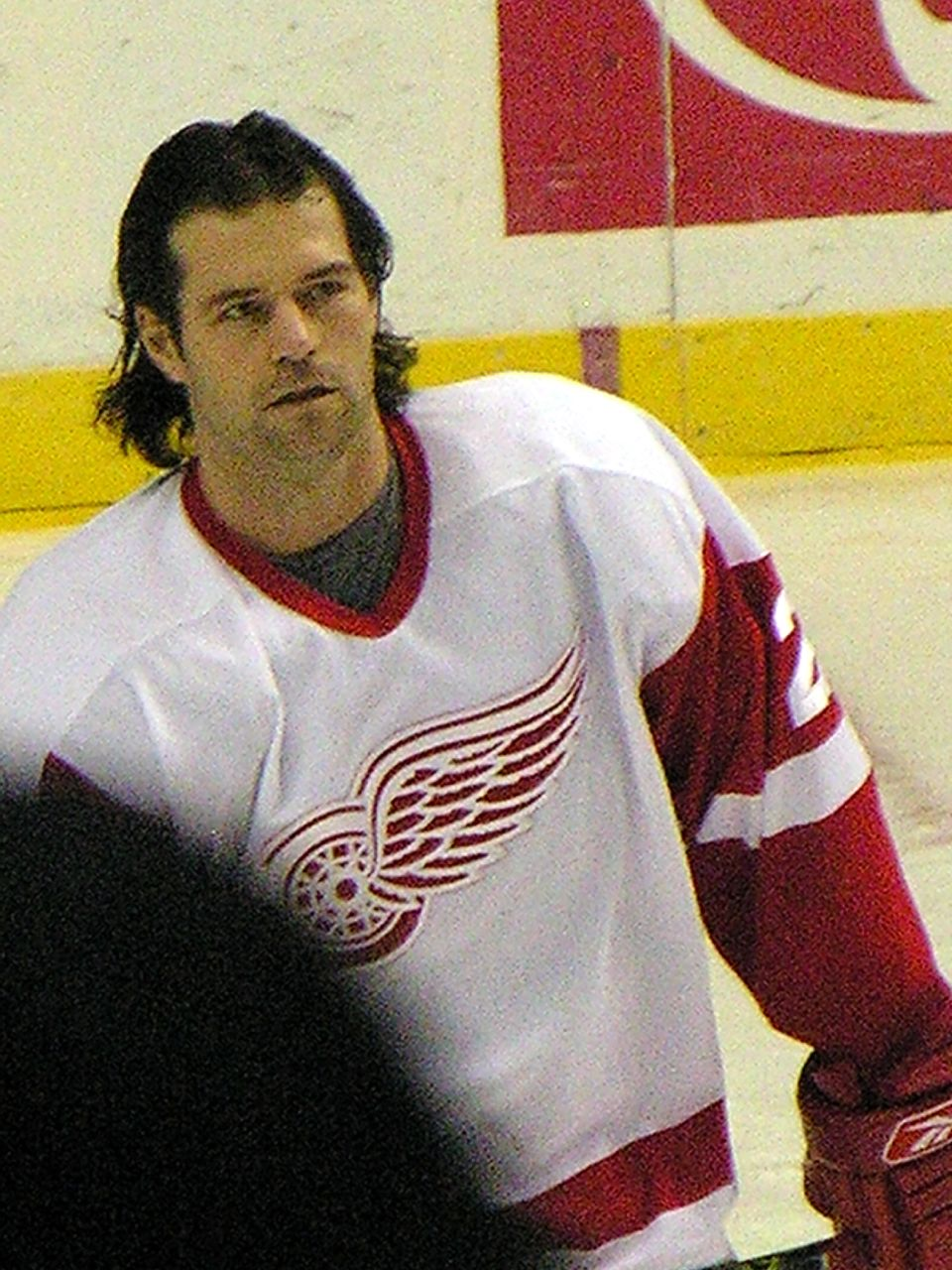
Robert Lang w barwach Detroit Red Wings (2005)

Reprezentacyjne
- Brązowy medal zimowych igrzysk olimpijskich: 1992 z Czechosłowacją, 2006 z Czechami
- Złoty medal zimowych igrzysk olimpijskich: 1998 z Czechami
- Brązowy medal mistrzostw świata: 1992 z Czechosłowacją, 1997 z Czechami
- Złoty medal mistrzostw świata: 1996 z Czechami

Klubowe
- Srebrny medal mistrzostw Czech: 1991 z HC Litvínov
- Brązowy medal mistrzostw Czech: 1997 ze Spartą Praga
- Mistrzostwo dywizji NHL: 1998 z Pittsburgh Penguins
- Presidents’ Trophy: 2006 z Detroit Red Wings

Indywidualne
- NHL (2003/2004):
  - Najlepszy ofensywny zawodnik miesiąca – listopad 2003
  - NHL All-Star Game

Wyróżnienia
- Złoty Kij: 2004
- Galeria Sławy czeskiego hokeja na lodzie: 2015